# Saing Pen
Saing Pen (ur. 6 lipca 1926) – kambodżański jeździec, olimpijczyk.
Wystąpił na Letnich Igrzyskach Olimpijskich 1956 w indywidualnych skokach przez przeszkody, których nie ukończył. Startował na 11-letnim koniu o imieniu Pompon. Wraz z Isoupem Ganthym byli pierwszymi przedstawicielami Kambodży na igrzyskach olimpijskich.